# English Core Cities Group
Le Core Cities Group est un réseau regroupant les grandes métropoles régionales anglaises. 
Birmingham, Bristol, Leeds, Liverpool, Manchester, Newcastle upon Tyne, Sheffield et Nottingham appartiennent à ce réseau. Ces grandes métropoles constituent les centres urbains de territoires économiques plus larges. Ces agglomérations sont de véritables moteurs économiques dans leurs régions respectives. L’objectif prioritaire du Core Cities Group est le développement économique.